# Bothrochilus albertisii
Espèce
Synonymes
- Liasis albertisii Peters & Doria, 1878
- Morelia albertisii (Peters & Doria, 1878)
- Leiopython albertisii (Peters & Doria, 1878)
- Leiopython gracilis Hubrecht, 1879

Statut CITES
Bothrochilus albertisii, le Python à lèvres blanches, est une espèce de serpents de la famille des Pythonidae.

## Répartition
Cette espèce se rencontre :
- en Papouasie-Nouvelle-Guinée en Nouvelle-Guinée orientale, dans l'archipel Bismarck et sur l'île de Normanby ;
- en Australie dans les îles du Détroit de Torrès ;
- en Indonésie en Nouvelle-Guinée occidentale et dans les îles de Salawati et de Biak.

## Description
Nocturne et pouvant atteindre 2,8m de long, c'est un serpent constricteur ovipare.
C'est un Python long et mince pourvu d'une tête noire relativement étroite portant des écailles blanches autour de la bouche.

## Étymologie
Cette espèce est nommée en l'honneur de Luigi Maria d'Albertis.

## Publication originale
- Peters & Doria, 1878 : Catalogo dei rettili e dei batraci raccolti da O. Beccari, L. M. D'Albertis e A. A. Bruijn. nella sotto-regione Austro-Malese. Annali del Museo Civico di Storia Naturale di Genova, sér. 1, vol. 13, p. 323-450 (texte intégral)